# Kerlaz
Kerlaz är en kommun i departementet Finistère i regionen Bretagne i västra Frankrike. Kommunen ligger i kantonen Châteaulin som tillhör arrondissementet Châteaulin. År 2022 hade Kerlaz 798 invånare.

## Befolkningsutveckling
Antalet invånare i kommunen Kerlaz
Referens:INSEE